# Illa privada

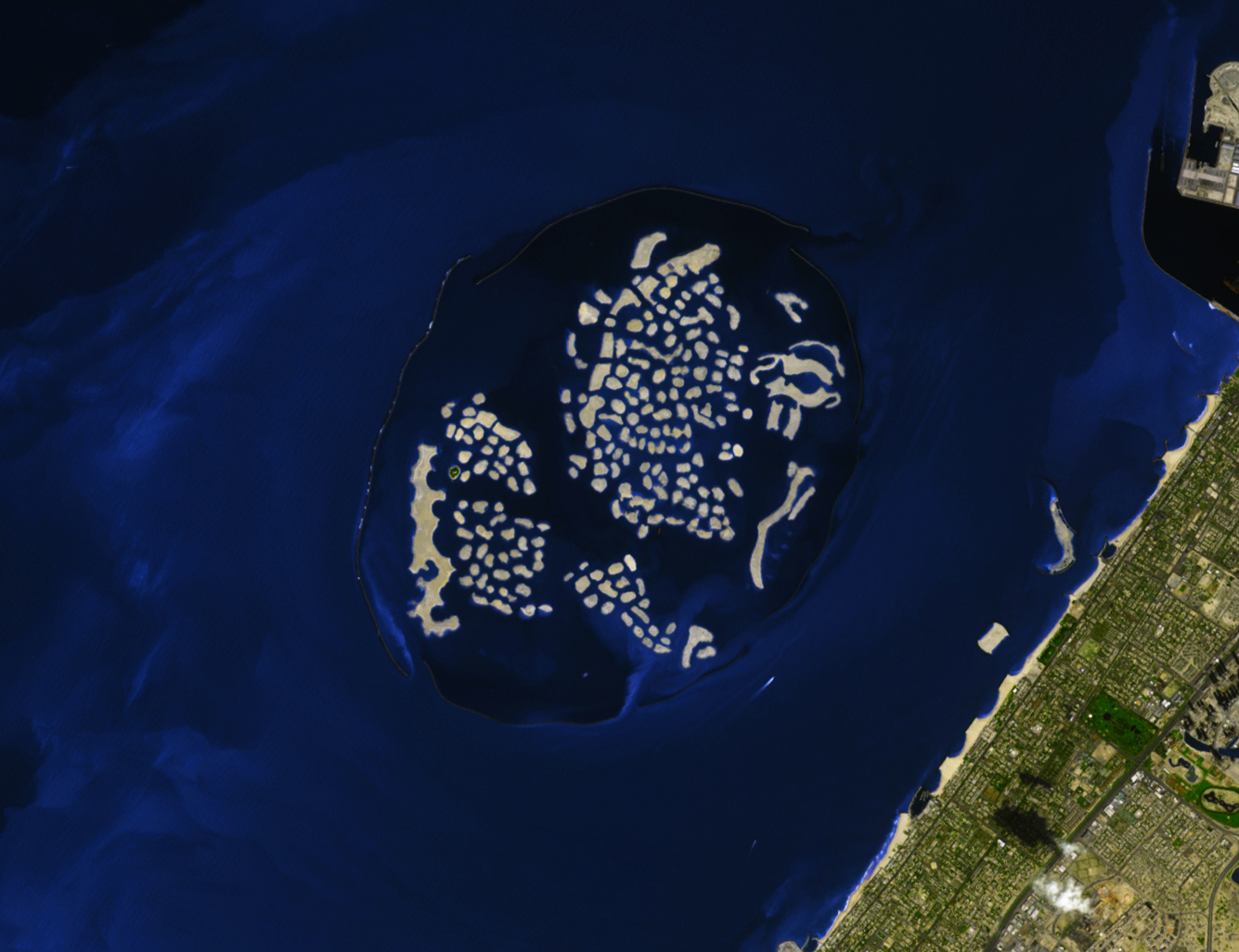
Diverses illes a l'arxipèlag artificial "El Món" de Dubai, de propietat privada.

Una illa privada és una illa que pertany totalment a un propietari o conjunt de propietaris privats. N'existeixen per tot el món i moltes d'elles no estan poblades. D'altres són centres turístics o residències d'estiu dels propietaris. S'ha estimat que existeixen unes 10.000 illes privades arreu del món.

## Llista d'illes privades
- Illa Alegranza (Lanzarote) - Família Jordán
- Illa Bell (Bahames) - Baró Rothschild
- Illa Cherry (Chesapeake Bay, Maryland) - Família Du Pont
- Illa d'en Colom (Menorca) - Família Roca
- Illa de Colúmbia Britànica (Canadà) - Gene Hackman
- Illa Dino (costa de Calàbria) - Gianni Agnelli
- Illa Dorinish (Clew Bay, Comtat de Mayo, Irlanda) - John Lennon
- Illa Echo (Illes San Juan, Washington) - Família Disney
- Illa S'Espalmador (Formentera) - Família Cinnamond
- Illa Green (Austràlia). Illa Tessera (Itàlia). Illa Reklusia (Bahames) - Edward De Bono
- Illa costa de Grenada - Família Bacardí
- Illa Illiec (Bretanya) - Charles Lindbergh
- Illa Lanai (Hawaii) - David Murdock
- Illa Laucala (Fiji) - Malcolm Forbes
- Illa Mago (Fiji) - Mel Gibson
- Diverses illes (Mahone Bay, Irlanda) - Michael Ondaatje
- Illa Makepeace (Austràlia) - Sir Richard Branson
- Montanya Clara (Lanzarote) - Família López Socas
- Musha Cay (Bahames) - David Copperfield
- Illa Naitoumba (Fiji) - Raymond Burr
- Illa Navy (Port Antonio, Jamaica) - Errol Flynn
- Illa Necker & Illa Moskito (Illes Verges Britàniques) - Sir Richard Branson
- North Dumpling (Connecticut) - Dean Kamen
- Illa Pellew (Port Antonio, Jamaica) - Princesa Nina Aga Khan
- Illa Sant Phyllis (Carolina del Sud) - Ted Turner
- Sandy Cay (Jost Van Dyke BVI) - Lawrence Rockefeller
- Illa de Skorpios (Grècia) - Aristotelis Onassis
- Taíno (Polinèsia Francesa) - Diana Ross
- Illa Tetiaroa (Polinèsia Francesa) - Marlon Brando